# Emirat de l'Alt Asir
L'emirat de l'Alt Asir fou un petit estat àrab que va existir entre 1801 i 1923 a la regió de l'Alt Asir, a la moderna Aràbia Saudita.
La zona depenia dels xerifs d'Abu Arish, de la dinastia khayràtida, però el 1801 va prendre el poder la tribu Rufayda, que seguia les doctrines wahhabites. Els Rufayda van conservar el poder almenys fins al 1818, quan els saudites van perdre la seva capital al-Diriyya i els egipcis i otomans van poder anar a la zona, i probablement fins al 1823 quan va agafar el poder la tribu Banu Mughayd. La tribu Banu Mughayd va conservar el poder fins al 1923, però el 1833/1834 la direcció de la tribu va quedar en mans del clan al-Ayid que va fundar la dinastia ayídida.
El 1872 foren expulsats de la seva capital Abha pels otomans però van conservar el poder a la regió; el 1916, davant els problemes que enfrontaven els otomans contra els britànics i els seus aliats, els anomenats idríssides del Iemen, van restaurar als Ayídides a Abha, però una vegada derrotats els turcs el 1918, aviat van perdre el poder davant els saudites (1922) i encara que la resistència es va perllongar fins almenys el 1923, la dinastia va quedar eliminada.

## Llista d'emirs
- Said ibn Muslat al-Mughaydi 1823/1824–1828
- Ali ibn Mudjattil al-Mughaydi 1828-1833/1834
- Ayid ibn Mari ibn Musa al-Mughaydi 1833/34-1856/1857
- Muhammad ibn Ayid al-Mughaydi 1856/1857–1872
- Ayid ben Muhammad al-Mughaydi 1872-1914
- Al-Hasan ibn Ayid al-Mughaydi 1914-1923

## Bandera
La seva bandera era blanca i blava (colors jueus). El fons blanc i una mitja lluna blava al cantó; al centre de la bandera l'asahada en lletres aràbigues blaves.
- Per a més detalls, vegeu: Regió d'Asir